# Ninu Cremona
Ninu Cremona (surnom de Anthony Cremona), né le 27 mai 1880, mort le 4 janvier 1972, est un écrivain et grammairien maltais. Il est l'auteur de nombreuses pièces de théâtre et ouvrages littéraires, mais il est surtout pour avoir précisé l'orthographe de la langue maltaise.

## Enfance
Il nait à Ir-Rabat (Gozo), à Gozo, fils de Feliċ Cremona et Margaret Pace. Son père meurt quand il a 5 ans, il est alors envoyé à Tunis pour vivre avec son oncle. Il y étudie à l'école des Frères puis au collège Saint-Charles. En 1888, il retourne à Malte et poursuit ses études au séminaire de Gozo où il rencontre Dun Karm Psaila, le « poète national maltais ». 
En 1900, il est employé comme greffier auprès du gouvernement et quatre ans plus tard, nommé inspecteur sanitaire après avoir étudié à l'école d'hygiène Ashton de l'Université de Liverpool. En 1928, devient responsable de toutes les traductions et publications du gouvernement. Il enseigne également le maltais au lycée et dans des cours du soir. Il devient spécialiste de la langue maltaise à l'Université de Malte. 

## Travaux linguistiques
Ninu Cremona est l'un des fondateurs de la Għaqda tal-Kittieba tal-Malti (« Société maltaise des écrivains »), désormais connue sous le nom de Akkademja tal-Malti (l'Académie maltaise). Il est également le rédacteur en chef de Il-Malti, journal de la Société des écrivains. Sa plus grande contribution à la langue maltaise a été d'établir et fixer l'orthographe maltaise, avec l'aide de Ġanni Vassallo. Leur ouvrage paru en 1924 Taghrif fuq il-Kitba Maltija (Information sur la grammaire maltaise), explique leurs choix et définit les bases de l'orthographe actuelle du maltais. Elle sera officialisée par décret en 1934.

## Œuvres littéraires principales
Cremona est un écrivain prolifique. Il écrit de nombreuses pièces de théâtre, en particulier son fameux Il-Fidwa tal-Bdiewa (La Libération des paysans), basée sur la structure du théâtre grec antique. 
Il rédige plusieurs biographies, en particulier en 1937, celle de Mikiel Anton Vassalli, le « père de la langue maltaise » et une autre de Rużar Briffa (en), publiée l'année-même de la mort du poète en 1963.

## Liste des œuvres

### Théâtre
- Il-Fidwa tal-Bdiewa, (La Libération des paysans), écrit sur la structure d'une pièce de théâtre grec antique. Son œuvre la plus populaire, basée sur l'épisode de l'insurrection maltaise de 1425-1428[4].

### Poésie
- Weraq mar-Riħ (1932)
- Rand u Rihan (1945)
- Mis-Siġra ta' Ħajti (1970)

### Nouvelles
- Ktajjen Maqtugħa (1968)

### Travaux linguistiques
- X'inhu l-Malti Safi (1925)
- A Manual of Maltese Orthography and Grammar (1929)
- Tagħlim fuq il-Kitba Maltija (1935, 1938)
- A Historical Review of the Maltese Language (1945)

### Recherches
- Mikiel Anton Vassalli u Żminijietu (1937), bijografija li ġiet tradotta minn May Butcher, Vassalli and his times fl-1940.
- L'Antica Fondazione della Scuola di Lingua Araba in Malta (1955)
- La Marina Maltese dal Medio Evo all'Epoca Moderna (1964)

### Folklore
- Maltese Funeral Customs (1922)
- Race, Language, and Myth (1922)
- Mourning and Funeral Customs in Malta (1923)
- Some Myths and Beliefs in Maltese Folklore (1923)
- Weather and Husbandry Lore in the Isles of Malta (1925)
- Is the Maid of Mosta a Myth? (1934)
- Folklore u Lsien Malti (1944)